# Mujeres que trabajan
Mujeres que trabajan és una pel·lícula argentina de 1938 del gènere de comèdia que marca el debut cinematogràfic de Niní Marshall amb el personatge de Catita, succés radial en aquest país. La direcció va ser a càrrec de Manuel Romero, qui fou un director de Teatre de revistes.

## Repartiment
- Niní Marshall
- Alita Román
- Enrique Roldán
- Metxa Ortiz
- Tito Lusiardo
- Pepita Serrador
- Alicia Barrié
- Savina Olmos
- Fernando Borel
- Berta Aliana
- Emperadriu Carvajal

## Argument
Ana María del Solar és una rica dama, que de sobte queda al carrer. Després d'un temps va a viure a la pensió on viu el seu xofer.